# Adler-32
Adler-32 är en metod att beräkna kontrollsummor, den är snabbare men mindre säker än Cyclic Redundancy Check. Metoden uppfanns av Mark Adler och används också i hans gzip och i andras program som rsync. Adlers algoritm bygger på Fletchers kontrollsumma som har något bättre datasäkerhet. 
Det är alltså, liksom med Cyclic Redundancy Check, mycket lätt att förfalska denna kontrollsumma, speciellt vid korta meddelanden under några hundra byte, men den är också mycket snabbare.